# Танцюра, Игорь Иванович
Игорь Иванович Танцюра (укр. Ігор Іванович Танцюра; род. 26 апреля 1967, Козелецкий район, Черниговская область, Украинская ССР, СССР) — украинский военачальник. Командующий Силами территориальной обороны Вооружённых сил Украины с 15 мая 2022 по 9 октября 2023 года.

## Биография
Родился 26 апреля 1967 года в Козелецком районе Черниговской области Украины.
С 10 февраля 2003 по 30 августа 2005 — командующий 1-й отдельной танковой бригадой.
В 2013 году был начальником 169-го учебного центра Сухопутных войск Вооружённых сил Украины «Десна». В 2019 году начальник штаба — первый заместитель командующего «Операцией объединённых сил». В 2022 году стал начальником штаба — заместителем командующего Сухопутными войсками Вооружённых сил Украины.
15 мая 2022 года Президент Украины Владимир Зеленский назначил Танцюру командующим Силами территориальной обороны Вооружённых сил Украины, освободив от этой должности Юрия Галушкина.
9 октября 2023 года освобождён от должности Командующего Сил территориальной обороны Вооружённых Сил Украины.

## Награды
- Орден Богдана Хмельницкого III степени (2 мая 2022 года) — за личное мужество и самоотверженные действия, проявленные в защите государственного суверенитета и территориальной целостности Украины, верность военной присяге[8].
- Почётный гражданин Харькова (2023 год)[9]

## Воинские звания
- Полковник (до 24 августа 2013)[2];
- Генерал-майор (24 августа 2013)[2].